# Černý potok (Smědá)
Der Černý potok (deutsch Schwarzbach) ist ein linker Nebenfluss der Smědá (Wittig) in Tschechien.

## Verlauf
Der Černý potok entspringt auf dem Isergebirgskamm am Nordosthang der Černá hora (Schwarzenberg, 1085 m) im Moor Vánoční louka. Der Bach fließt zunächst auf dem Sedlo Holubníku (Taubenhaussattel) nach Norden und östlich am Na skalce (963 m) vorbei. Westlich der Polední kameny (Mittagsteine, 1007 m) bildet der Černý potok nach Nordwesten hin eine tiefe Felsschlucht, in der der Bach 400 Höhenmeter überwindet und sieben Wasserfälle bildet. Das stärkste Gefälle weist der Mittelabschnitt der Schlucht auf, hier stürzt der Bach auf einem Kilometer Länge 280 m in die Tiefe. Rechtsseitig über der Schwarzbachschlucht erheben sich die markanten Felsgruppen Frýdlantské cimbuří (Friedländer Zinne) und Hajní kostel (Hainskirche), linksseitig die Hlídače koutu.
Anschließend erreicht der Černý potok die Ortschaft Bílý Potok. Nach fünf Kilometern mündet der Bach südwestlich des Bahnhofs Bílý Potok in der Ortslage Vinkl von Hejnice in die Smědá.

## Zuflüsse
- Jedlová (r), am Na skalce
- Černá říčka (l), Bílý Potok